# Ángel Fernández Blanco
Ángel Fernández Blanco (Corrientes, 2 de agosto de 1769 - Buenos Aires, 27 de marzo de 1851) fue un hacendado y militar argentino, de destacada actuación durante la segunda década del siglo XIX en la provincia de Corrientes.

## Biografía
Nació en Buenos Aires el 2 de agosto de 1769[cita requerida] y fue bautizado el día siguiente en la iglesia de Nuestra Señora de la Merced[cita requerida] como Ángel Manuel del Rosario Fernández Blanco. Sus padres fueron el español José Fernández Blanco y la porteña Catalina de Aguirre y Avendaño.
De familia muy rica, en su juventud se dedicó al comercio y la industria de curtiembres, primero en Misiones y luego en la ciudad de Corrientes. Fue alcalde varias veces en el cabildo de su ciudad natal, y diputado por esa ciudad al Consulado de Comercio de Buenos Aires.
Colaboró con la expedición de Belgrano al Paraguay, reuniendo voluntarios y pagando todo el equipamiento de dos compañías. Después de la derrota, cuando los realistas ocuparon brevemente la ciudad de Corrientes, logró mantenerse al servicio de las unidades patriotas y apoyarlas en todo lo que pudo. Colaboró con Blas José de Roxas en el pronunciamiento a favor de la Junta de Buenos Aires, y rindió a los soldados correntinos que se habían pasado a los realistas en Arroyo de la China.
Más tarde, ante la amenaza de ataques desde el Paraguay, junto al capitán Añasco formaron una milicia provincial de 3000 hombres, que permaneció en la capital y las costas del río Paraná. Parte de esas tropas se unieron posteriormente al sitio de Montevideo; las que quedaron en la capital fueron la fuerza decisiva en Corrientes hasta la provincialización de ese territorio por el partido federal de José Artigas.
Se unió al grupo antiartiguista de Genaro Perugorría. Cuando éste fue vencido, fue arrestado y sus bienes confiscados. Su hermano Juan José Fernández Blanco pagó un gran monto de dinero a cambio de su libertad.
Se trasladó a Buenos Aires, donde se dedicó al comercio, intentando no mezclarse en política. Lo logró, incluso durante el difícil período de la dictadura de Juan Lavalle. Pero en la época de Balcarce se identificó con los "lomos negros"; por ello fue perseguido y molestado varias veces por la Mazorca. Sus bienes fueron saqueados, y pasó sus últimos años en la pobreza.
Falleció en Buenos Aires en marzo de 1851.